# Reserva Particular do Patrimônio Natural Mata da Estrela

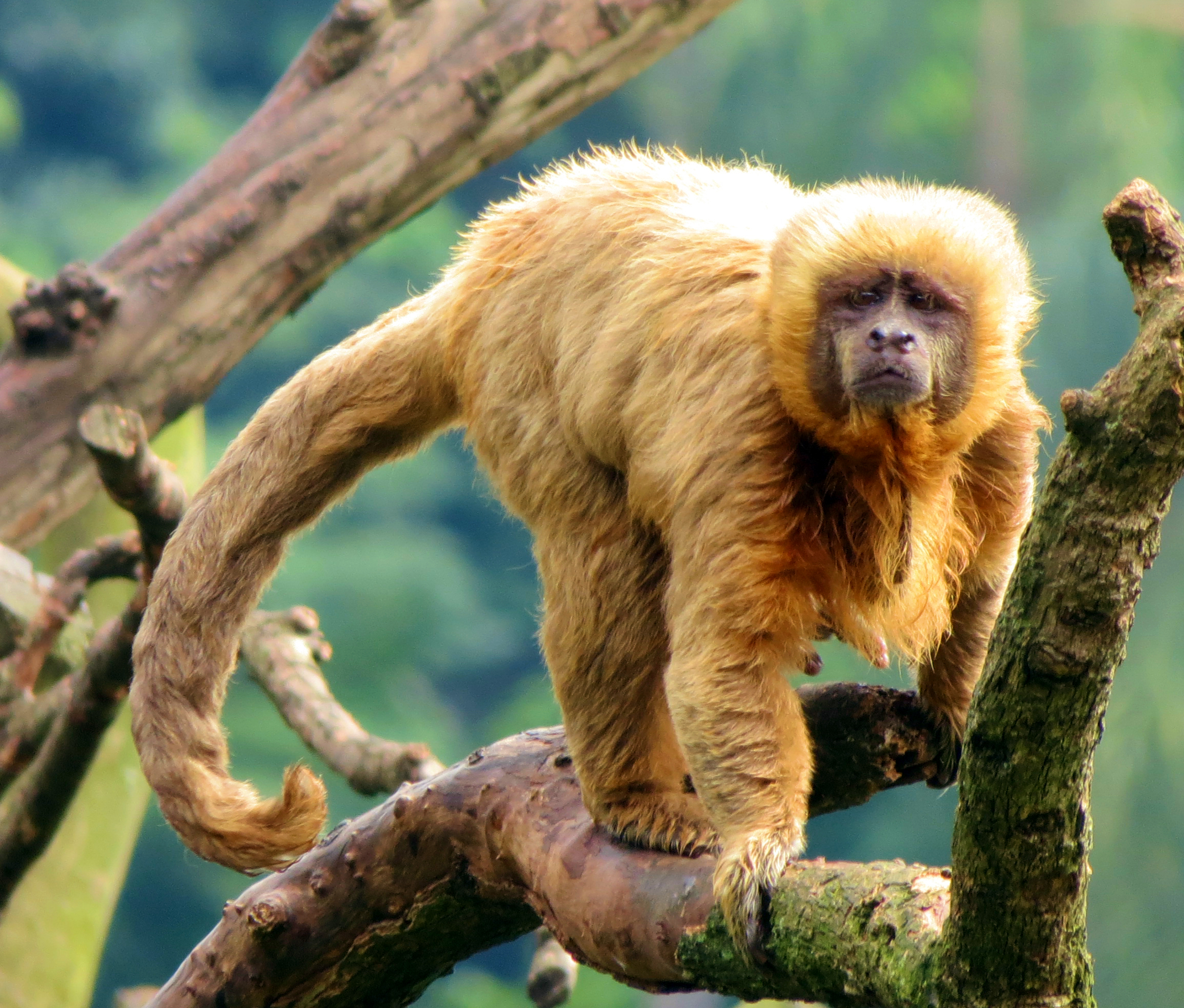
Macaco-prego-galego, em perigo crítico de extinção

A Reserva Particular do Patrimônio Natural Mata da Estrela, geralmente referida como RPPN Mata da Estrela, é uma reserva particular brasileira localizada no município de Baía Formosa, estado do Rio Grande do Norte. A unidade, que se localiza à beira-mar, preserva o maior fragmento de Mata Atlântica desse estado e é um dos mais setentrionais resquícios desse bioma no Brasil, o que intensifica sua importância como patrimônio natural.
No interior da mata ainda pode-se avistar duas espécies de símios raros, como o macaco-prego-galego e o guariba-de-mãos-ruivas, ambos criticamente ameaçados de extinção, segundo a lista da IUCN.

## História
O litoral leste potiguar e especificamente a região onde hoje se situa a Mata da Estrela foi por séculos habitado por tribos potiguaras, as quais viviam da caça e da coleta silvícola. A partir da fundação da capitania do Rio Grande do Norte começou o povoamento paulatino da região e a implantação da secular cultura canavieira, responsável pela derrubada da maior parte das florestas da região. Já no século XIX, quando da eclosão da revolução de 1817 no Rio Grande do Norte, várias figuras envolvidas, como o padre Antônio de Albuquerque Montenegro, vigário de Goianinha na época, não aguardaram a repressão colonial. Fugiram e refugiaram-se na então impenetrável Mata da Estrela. Só apareceram em público novamente quando o perdão real se oficializou.
Os limites originais da Mata da Estrela se estendiam até os municípios de Pedro Velho e Canguaretama, formando cinco pontas distintas, como uma estrela (daí o nome), e cobrindo praticamente quase todo o município de Baía Formosa. Durante algum tempo do século XX a indústria canavieira se manteve mais estagnada, apesar dos danos causados nos séculos anteriores pelas plantações de cana-de-açucar, alguns fragmentos florestais de tamanhos significativos se mantinham em pé.
Até que nos anos 1970 houve o surgimento do Proálcool (Política de Desenvolvimento da Produção de Álcool), e a partir disso vários empresários tiveram enorme financiamento pelo Governo Federal para a instalação de usinas sucroalcooleiras no Nordeste. Em 1974, o político pernambucano Antônio Farias iria comprar as terras que incluíam uma boa parte da floresta, assim fundando a Destilaria Baía Formosa (Vale Verde), que seria responsável pelo desmatamento de aproximadamente 80% da área original, que hoje resume-se a apenas a RPPN.
A usina causaria um processo de industrialização rápida no município, gerando mais empregos para os moradores locais. Porém danos irreversíveis também acontecerem: muitas espécies nativas acabaram sendo extintas localmente; poluição causada nos rios pelos dejetos da usina; a perda de tradições locais que estavam ligadas diretamente com a mata, que carregava um forte simbolismo e fonte de sustento para muitos moradores; inviabilizou o uso das terras para a agricultura familiar.
A RPPN foi oficialmente criada pela portaria estadual (tombamento) número 460, de 22 de dezembro de 1990, ratificada pelo decreto federal número 20/2000, de 20 de março de 2000, sob o nome de "Reserva Particular do patrimônio Natural Senador Antônio Farias", embora a denominação "Mata da Estrela" seja a mais usual e popular.

## Geografia
A área se assenta sob uma região de clima tropical quente e úmido com chuvas de outono–inverno. Toda a área é coberta de florestas, dunas, lagunas, rios e praias em estado semisselvagem. Toda região apresenta-se pontilhada de pequenas lagoas e charcos, como a de Araraquara. A paisagem se caracteriza principalmente pela presença de resquícios de Mata Atlântica, onde é possível encontrar exemplares de pau-brasil, sucupira e gameleiras de grande porte.
De modo geral, a vegetação herbácea predomina nas dunas à beira-mar, enquanto as florestas propriamente ditas nos terrenos mais distantes da praia. Tais florestas apresentam um número menor de espécies do que as florestas ombrófilas densas adjacentes, com as quais formam um gradiente quase contínuo. A unidade de conservação apresenta também espécies de outras formações vegetais, como de cerrados, florestas semidecíduas e até mesmo algumas espécies de cactáceas presentes nas áreas de caatinga.
A mata da Estela tem como limite norte e oeste o município de Canguaretama, sul o município de Mataraca, na Paraíba, e leste o oceano Atlântico.

## Administração
Embora toda a área seja de propriedade particular, a administração está a cargo do Instituto Chico Mendes de Conservação da Biodiversidade (ICMBio), órgão do governo federal que cuida da biodiversidade nacional.
Apesar da acentuada fragmentação dos ecossistemas que compõem a Mata Atlântica no Estado, pesquisadores e autoridades cogitam a possibilidade de estabelecimento de um corredor ecológico a partir da Mata da Estrela, o qual seguirá pelas restingas arbustivo-arbóreas do litoral até o município de Natal. Outro corredor pode ser formado ainda a partir de Extremoz até o município de Touros, cujo intuito é proteger e recuperar o ecossistema de restinga. Os referidos dois trechos constituem áreas vitais para a conservação da Mata Atlântica potiguar, que está seriamente ameaçada pelo antropismo.